# Francisco Pizaña
Francisco Pizaña Ramírez (Poza Rica, Veracruz, 30 de agosto de 1989) es un actor y modelo mexicano. Se dio a conocer en la serie de televisión de Yago producida por Carmen Armendariz en 2016 interpretando a Omar en la etapa de joven del personaje del actor Iván Sánchez, quien además fue el protagonista de dicha historia.

## Carrera artística
Nació en Veracruz el 30 de agosto de 1989. Inició desde muy pequeño sobresaliendo en el mundo del deporte como portero de varios clubs locales, así como también participó en varios eventos deportivos en su ciudad natal.
Su carrera actoral inició al ingresar en el Centro de Educación Artística, donde hizo casting hasta salir capacitado como actor en el 2014; ese mismo año debutó en la telenovela de La gata, con el personaje de Gastón en varios episodios al lado de Maite Perroni y Daniel Arenas.
En 2015 tuvo un pequeño papel en la etapa final de la novela de Yo no creo en los hombres, junto a Adriana Louvier y Gabriel Soto.
A finales de ese año y durante 2016 se va un tiempo a Estados Unidos para participar en la serie de acción de Telemundo Señora Acero como "El Tragabalas", durante las 2 primeras temporadas de dicha serie y compartiendo roles con Blanca Soto.
Para finales del 2016 regresa a México para obtener su primer papel estelar en la serie de Yago, compartiendo créditos con los actores Iván Sánchez y Gabriela de la Garza, entre otros.
En 2017 interpretó a Juan en la telenovela de Caer en tentación, junto con Silvia Navarro, Gabriel Soto, Adriana Louvier y Carlos Ferro.
Hasta 2019 participa en la producción de Lucero Suárez Ringo como Carrizo, compartiendo escena con Mariana Torres, José Ron, Jorge Poza y entre otros más. Ese mismo año obtiene un papel antagónico en la novela de Cita a ciegas dando vida a Jorge.
Durante 2020 y 2021 tuvo pequeñas participaciones recientes en las telenovelas de Médicos en la etapa final como Aarón, en Te doy la vida como Ramiro y por último en la producción de Rosy Ocampo de Vencer el desamor como Vidal.

## Filmografía

### Televisión
- Top Chef VIP (2025) - Concursante[7]
- Regalo de amor (2025) - Pablo[8]
- Marea de pasiones (2024) - Felipe Bernal
- Eternamente amándonos (2023) - Fernando Iturbide Rangel
- Mujer de nadie (2022) ... Pedro[9]
- Un día para vivir (2021) ... Pablo
- Vencer el desamor (2020-2021) ... Vidal
- Te doy la vida (2020) ... Ramiro
- Médicos, línea de vida (2020) ... Aarón
- Cita a ciegas (2019) ... Jorge Frutos
- Sin miedo a la verdad (2019)
- Ringo (2019) ... Carrizo
- Caer en tentación (2017-2018) ... Juan Duran
- Hoy voy a cambiar (2017) ... Rol desconocido
- Yago (2016) ... Omar Guerro
- Señora Acero (2015-2016) ... "El Tragabalas"
- Yo no creo en los hombres (2015) ... Aldo
- Mi corazón es tuyo (2014) ... Rol desconocido
- La gata (2014) ... Gastón
- La rosa de Guadalupe (2012-2017) ... Varios episodios